# Шарплесс, Барри
Карл Ба́рри Ша́рплесс (англ. Karl Barry Sharpless; род. 28 апреля 1941 года, Филадельфия, Пенсильвания, США) — американский учёный-химик, дважды лауреат Нобелевской премии по химии: за 2001 год (½ премии) совместно с Рёдзи Ноёри и Уильямом Ноулзом с формулировкой «за исследования, используемые в фармацевтической промышленности — создание хиральных катализаторов окислительно-восстановительных реакций»; за 2022 год (1/3 премии) совместно с Каролин Бертоцци и Мортеном Мельдалем с формулировкой «за работы по развитию „клик-химии“ и биоортогональной химии». Шарплесс стал вторым в истории учёным, удостоенным двух Нобелевских премий по химии после Фредерика Сенгера (1958 и 1980).
Первая премия была вручена в частности за открытие реакции энантиоселективного эпоксидирования алкенов. Эта реакция названа в честь него реакцией энантиоселективного эпоксидирования по Шарплессу.

## Биография
Родился в Филадельфии в семье врача-хирурга Эдвина Даллетта Шарплесса (1911—2004) и Эвелин Шарплесс (урождённой Андерсон, 1916—1978). Учился в квакерской школе в Филадельфии, где освоил немецкий язык.
Получил степень Ph.D в Стэнфордском университете в 1968 году. Член Национальной академии наук США (1985).

## Награды
- American Chemical Society Award for Creative Work in Synthetic Organic Chemistry[нем.] (1983)
- 1986 — Paul Janssen Prize for Creativity in Organic Synthesis
- 1987 — Стипендия Гуггенхайма[8]
- 1988 — Chemical Pioneer Award[англ.]
- 1991 — Премия Шееле
- 1992 — Премия имени Артура Коупа
- 1993 — Премия столетия
- 1993 — Tetrahedron Prize[англ.]
- 1995 — Международная премия короля Фейсала
- 1997 — Roger Adams Award[нем.]
- 1998 — Премия Харви
- 2000 — Paul N. Rylander Award[нем.]
- 2000 — Премия НАН США по химическим наукам[англ.]
- 2000 — Chirality Medal[англ.]
- 2001 — Премия Вольфа по химии
- 2001 — Нобелевская премия по химии
- 2001 — Медаль Джона Скотта
- 2001 — Медаль Бенджамина Франклина
- 2013 — Thomson Reuters Citation Laureate
- 2014 — Медаль Ф. А. Коттона[нем.]
- 2019 — Медаль Пристли
- 2022 — Нобелевская премия по химии